# 山口わか子
山口 わか子（やまぐち わかこ、1934年12月10日 - ）は、日本の政治家、保健師。長野県出身。元衆議院議員（1期）。祖父は衆議院議員、松本市長を務めた百瀬渡。

## 来歴
信州大学付属高等看護学校、長野県保健婦専門学院卒業。
1957年、豊科町役場に保健婦として奉職する。同学校給食センター所長、学校教育課長、住民課長、総務課長を歴任し、1995年に同町の収入役（女性の就任は長野県では初）となる。
2000年の第42回衆議院議員総選挙で長野2区から社会民主党公認で立候補し小選挙区では落選したが、重複立候補していた比例北陸信越ブロックで復活当選、1期務める。
2003年の第43回衆議院議員総選挙では再選を目指して長野2区から社民党公認で立候補したが落選し、重複立候補の比例北陸信越ブロックでも議席に届かなかった。
その後、2004年の第20回参議院議員通常選挙（長野県選挙区）、2005年の第44回衆議院議員総選挙（長野2区・比例北陸信越ブロック）にそれぞれ社民党公認で立候補したが落選した。
2022年の時点で社民党長野県連合顧問であるが、同年7月に予定される第26回参議院議員通常選挙に社民党公認で比例区で擁立される方針が明らかになっている。社民党は党勢の衰退が続いており、同選挙で全国を通しての得票率が2%を下回れば公職選挙法上の政党要件を喪失することになるため、知名度のある山口を擁立して票の上積みを目指すものとみられる。7月10日の投開票の結果、落選。

## 政策
- 選択的夫婦別姓制度導入に賛成。2000年には、山口ら超党派女性国会議員50名が、夫婦別姓選択制を求めて当時の森総理に申し入れを行った。申し入れでは、「とくに若い世代では、夫婦別姓選択制を望む声が高まっています。政府には、世論を喚起するなど、夫婦別姓選択制を導入するための努力を望む」としている[2]。